# Musée Matisse du Cateau-Cambrésis
Le musée Matisse du Cateau-Cambrésis est un musée créé par le peintre lui-même en 1952. Il s'agit de l'unique musée créé par Matisse de son vivant.  Il est labellisé « musée de France ».

## Historique
Plusieurs notables du Cateau-Cambrésis souhaitent depuis longtemps créer un musée consacré à l'art moderne, et plus particulièrement au plus célèbre artiste né dans la commune. Ils ont entrepris d'aller rencontrer le peintre dans le midi pour lui demander de dédicacer deux reproductions de ses tableaux. Lors de cette rencontre, Matisse promet de donner des œuvres pour peu qu'un lieu puisse les accueillir.
Le musée est inauguré le 8 novembre 1952 en présence du directeur des Musées de France et en accord avec Matisse lui-même qui offre à la ville du Cateau-Cambrésis une collection de 82 œuvres et qui a décidé de la disposition de chacune des œuvres. Le musée est alors installé dans le grand salon de l’hôtel de ville. L'implantation initiale est suivie par Lydia Délectorskaya, proche collaboratrice du peintre. Matisse, âgé et de santé fragile, est absent, il a envoyé un message lu lors de l'inauguration, et deux de ses enfants le représentent.
Matisse meurt en 1954, sans jamais avoir vu « son » musée. En 1956, Auguste Herbin, natif du Cambrésis, ayant passé quelques années de son enfance au Cateau, offre 24 œuvres à la ville qui constituent ainsi une deuxième collection, laquelle s'ajoute à la donation Matisse et au fonds originel donné par le Musée national d'art moderne.
En 1982, alors que ses collections se sont enrichies de plusieurs donations, le musée est installé dans l'ancien palais Fénelon, à l'instigation du sénateur-maire Roland Grimaldi, désireux d'offrir au Musée un cadre plus adapté. Il reçoit une nouvelle donation de la famille Matisse. Il devient musée départemental en 1992. Agrandi et réaménagé à partir de la fin des années 1990, il rouvre ses portes le 8 novembre 2002 après trois ans de travaux. Le 26 janvier 2008, le musée reçoit la donation Tériade, constituée notamment d'œuvres de Pablo Picasso, Marc Chagall, Joan Miró, Georges Rouault, Fernand Léger et Alberto Giacometti, dont la « salle à manger de Tériade » décorée par Matisse et Giacometti.
Patrice Deparpe est nommé directeur du musée Matisse en 2014.
Le musée entrera dans une nouvelle phase puisque des travaux de restructuration et d'extension débuteront prochainement. C'est le projet de l'architecte Bernard Desmoulin qui a été classé premier pour son inscription dans la continuité de l'équipement déjà existant. Ces travaux financés par le Département permettront au palais Fénelon de gagner 1 000 m², soit un tiers de surface actuelle. L’inauguration est prévue pour 2022, en attendant, une aile restera ouverte partiellement et des expositions seront organisées hors les murs.
Le 23 novembre 2024, le musée rouvre ses portes après dix-huit mois de fermeture. Après le rachat de l'ancien marché couvert attenant au musée et dont la façade a été conservée par l'architecte Bernard Desmoulin, l'espace d'exposition est augmenté de 1 000 m2, soit une superficie totale de 5 000 m2. Le parcours a été totalement repensé.

### Le bâtiment
Le site qu'occupe le palais Fénelon est utilisé par les archevêques de Cambrai depuis le XIe siècle. Il servit notamment de refuge pendant le Moyen Âge aux évêques de Cambrai et doit son nom à Fénelon, archevêque de 1695 à 1715. Il fut reconstruit au XVIIIe siècle par Théodore Brongniart à qui on doit le portail monumental néoclassique. Après la révolution française, il sert de caserne aux Autrichiens, avant d'être acheté en 1812 par un entrepreneur qui y installe une filature de coton puis des métiers à tisser. Il est racheté en 1883 par la ville, qui en fait une école, un marché couvert et un jardin public. Il est inscrit, avec son parc, à l'inventaire supplémentaire des monuments historiques en 1944,.

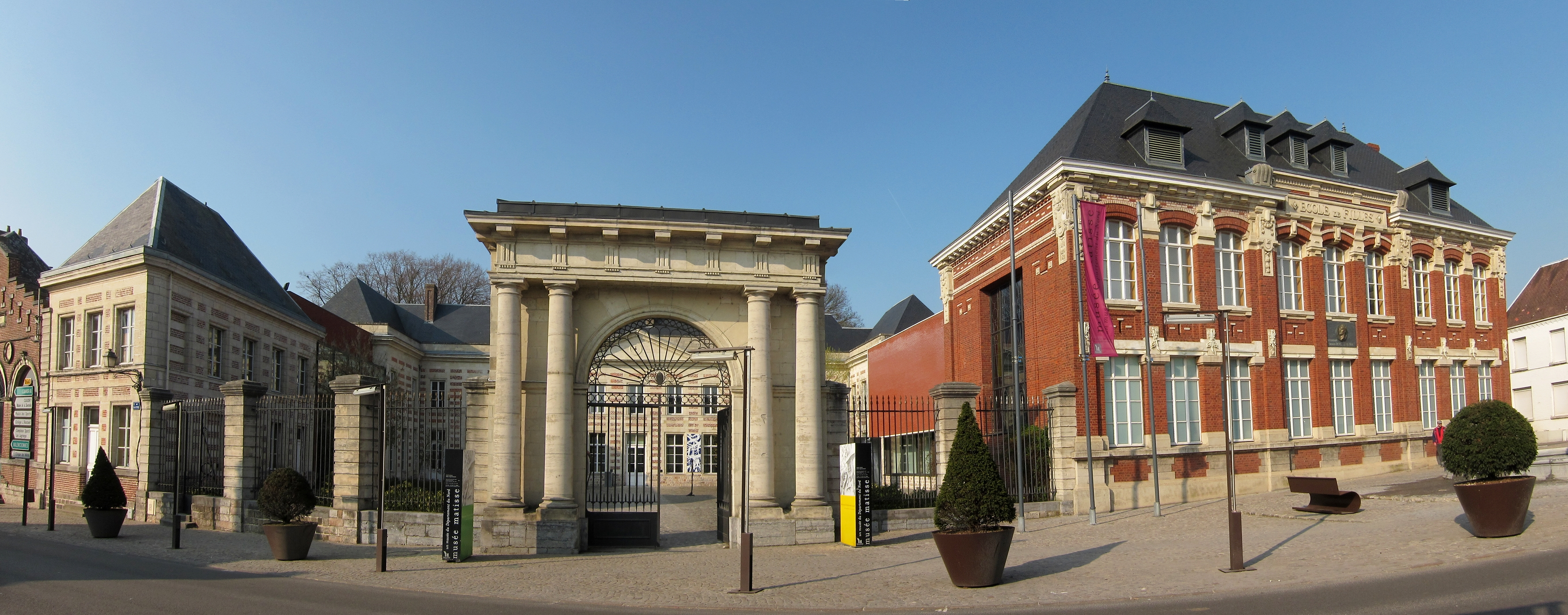
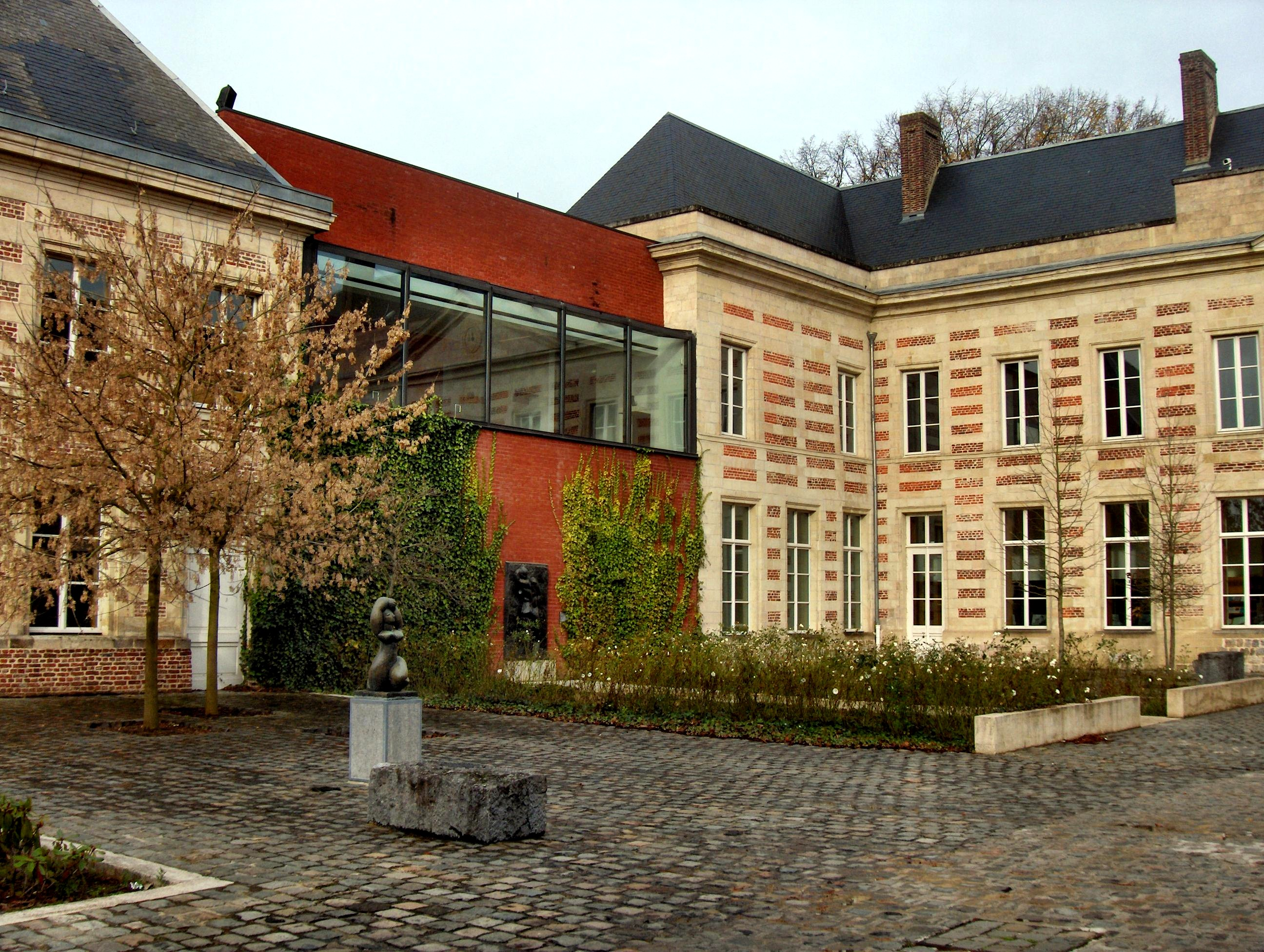

### La collection
Unique musée créé par Henri Matisse, sur sa terre natale, le musée présente une des plus importantes collections du maître de la couleur au monde. Il est enrichi des œuvres de l’artiste abstrait, Auguste Herbin, qui offre à la ville de son enfance un ensemble emblématique d’œuvres géométriques et colorées. Une collection encore augmentée par un don exceptionnel de livres d’artistes et d’œuvres personnelles des plus grands artistes du XXe siècle ayant appartenu à l’éditeur d’art Tériade.
- La collection Matisse : 783 œuvres (26 peintures, 21 sculptures, 479 dessins, 220 estampes, 32 livres illustrés, 1 vitrail, 19 objets personnels).
- La collection Herbin : 92 œuvres (33 peintures, 2 sculptures, 39 dessins, 13 estampes, 1 vitrail, 1 piano, 2 tabourets peints, 3 objets personnels).
- La collection Tériade : 590 œuvres (26 peintures, 8 sculptures, 1 vitrail, 2 céramiques, 5 dessins, 72 livres).

Une salle d'exposition temporaire de 500 m² : la première exposition est consacrée à la donation d'Alice Tériade : Tériade et le livre de peintre. Dans le cadre du 150e anniversaire de la naissance de l'artiste, l'année 2019 sera ponctuée par deux expositions La créativité demande du courage, Carte blanche aux étudiants en Arts des Hauts-de-France et Ce que les maîtres ont de meilleur dédiées au processus de création artistique à l’apprentissage d’élève à professeur.

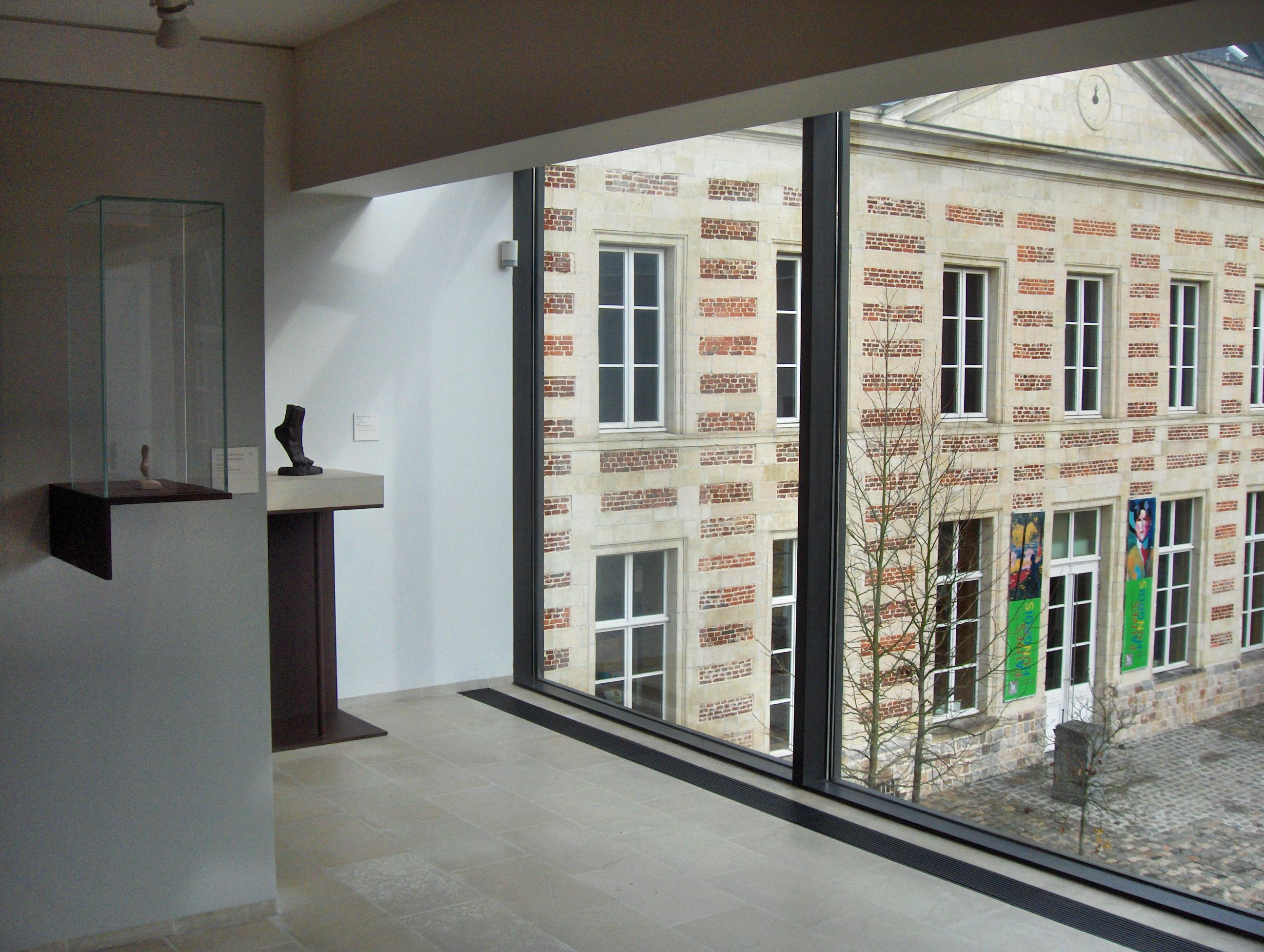
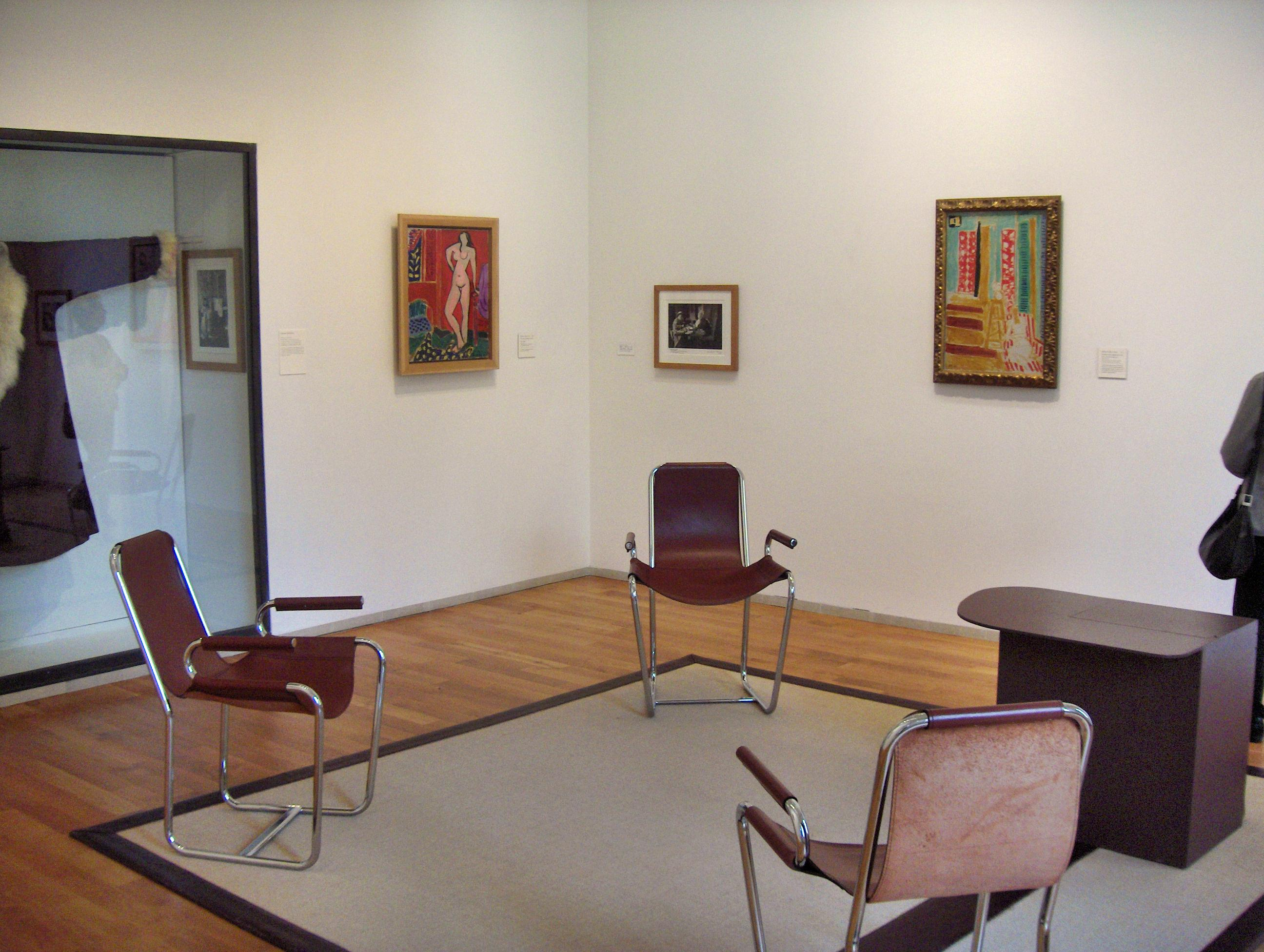

## Quelques œuvres présentées
(Liste non exhaustive)

### Henri Matisse
- Autoportrait, huile sur toile (1918)
- Collioure, rue du Soleil, huile sur toile (1905)
- Coquelicots et Iris II, huile sur toile
- Étude pour La Vierge et l'enfant, encre et gouache sur papier (1951)
- Femme à la gandoura bleue, huile sur toile (1951)
- Femme au chapeau, fusain sur papier (1951)
- Fenêtre à Tahiti II, gouache sur toile (1936)
- La Liseuse, huile sur panneau de bois (1896)
- Intérieur aux barres de soleil, huile sur toile (1942)
- Le Violoniste, fusain sur toile (1917)
- Marguerite au chapeau de cuir, huile sur toile (1914)
- Nu accroupi, fusain sur papier (1936)
- Nu rose, intérieur rouge, huile sur toile (1947)
- Première Nature morte orange, huile sur toile (1899)

### Autres artistes
- Geneviève Claisse : Unité, acrylique sur toile (1969)
- Auguste Herbin :
  - Bois sculpté, bois polychrome (1921)
  - Lénine-Staline, huile sur toile (1948)
  - Réalité spirituelle, huile sur toile (1938)
  - Union, huile sur toile (1959)
- Fernand Léger :
  - Le roi de cartes, huile sur toile (1927)
  - Nu avec branche, huile sur toile (1931)

## Expositions temporaires
- 2024 : Henri Matisse, comment j'ai fait mes livres, du 23 novembre 2024 au 13 avril 2025[3].
- 2020 : Tout va bien monsieur Matisse, jusqu'au 17 janvier 2021.
- 2019 : Carte blanche donnée à William Sweetlove et Bart Ramakers dans le parc Fénelon du musée Matisse, 18 mai 2019 - 30 décembre 2019.
- 2019 : La créativité demande du courage, Carte blanche aux étudiants des Écoles d'Art des Hauts-de-France, 9 mars 2019 - 29 septembre 2019.
- 2018 : Marcel Gromaire Regards sur les collections, 23 juin 2018 - 30 septembre 2018.
- 2017-2018 : Alain Godon, l'Architecture du Rêve, 14 octobre 2017 - 18 mars 2018.
- 2016-2017 : Alechinsky, Marginalia, 5 novembre 2016 - 2 avril 2017.
- 2016 : Vincent Barré, Sous les Grands Arbres, 30 avril 2016 - 18 septembre 2016.
- 2015-2016 : Matisse et la Gravure, 17 octobre 2015 - dimanche 6 mars 2016.
- 2015 : Geneviève Claisse, 18 avril 2015 - 20 septembre 2015.
- 2014-2015 : Tisser Matisse, 15 novembre 2014 - 8 mars 2015.
- 2014 : La vie est faite de belles rencontres, 5 juillet 2014 - dimanche 21 septembre 2014.
- 2014 : Jean Dewasne, La couleur construite, 22 mars 2014 - lundi 9 juin 2014.
- 2013 : Jackie Matisse, Jeux d'espace, 7 juillet 2013 - 28 octobre 2013.
- 2013 : Matisse la couleur découpée, 3 mars 2013 - 9 juin 2013.
- 2012-2013 : Rétrospective Herbin, 14 octobre 2012 - 3 février 2013.
- 2012 : Christian Bonnefoi, Dos à dos, 1er juillet 2012 - 16 septembre 2012.
- 2012 : Henri-Edmond Cross et le néo-impressionnisme : de Seurat à Matisse, du 11 mars au 10 juin 2012.
- 2011 : François Rouan, la découpe comme modèle , du 3 juillet au 18 septembre 2011.
- 2010 : Janos Ber, tracer la couleur, du 27 juin au 19 septembre 2010.
- 2009 : Miró et Tériade, l'aventure Ubu, du 25 octobre 2009 au 31 janvier 2010.
- 2009 : Philippe Richard, Rien à voir avec Henri Matisse, du 15 mars 2009 au 21 septembre 2009.
- 2008 : Les vitraux de Josef Albers, du 6 juillet au 29 septembre 2008.
- 2007 : Rouault, correspondances avec Matisse, du 25 mars au 17 juin 2007.
- 2006-2007 : Chagall et Tériade, l'empreinte d'un peintre, du 18 novembre 2006 au 26 février 2007.
- 2002 : Tériade, du 8 novembre 2002 au 23 mars 2003.

## Fréquentation
| Années | Entrées gratuites | Entrées payantes | Entrées totales |
| 2002   | 18 955            | 9 099            | 28 054          |
| 2003   | 54 324            | 59 267           | 113 591         |
| 2004   | 44 097            | 35 043           | 79 140          |
| 2005   | 47 371            | 34 417           | 81 788          |
| 2006   | 44 541            | 23 219           | 67 760          |
| 2007   | 50 592            | 19 419           | 70 011          |
| 2008   | 46 882            | 22 535           | 69 417          |
| 2009   | 69 417            | 23 119           | 75 729          |
| 2010   | 49 886            | 21 698           | 71 584          |
| 2011   | 46 812            | 19 558           | 66 370          |
| 2012   | 46 029            | 19 500           | 65 529          |
| 2013   | 41 646            | 20 804           | 62 450          |
| 2014   | 12 118            | 43 046           | 55 164          |
| 2015   | 38 016            | 15 649           | 53 665          |
| 2016   | 38 410            | 15 550           | 53 960          |
| 2017   | 37 760            | 15 161           | 52 921          |
| 2018   | 11 541            | 38 843           | 50 384          |
| 2019   | 15 530            | 38 520           | 54 050          |
| 2020   | 12 702            | 24 320           | 37 022          |
| 2021   | 6 123             | 14 897           | 21 020          |

## Distinction
Le musée est labellisé « musée de France » depuis 2003 à la suite de la loi musée de janvier 2002.